# مركز التواصل
إن مركز التواصل هو وسيلة تستخدم من قبل الشركات لإدارة جميع اتصالات العملاء عبر العديد من الوسائل مثل التليفون والفاكس والخطابات والبريد الإلكتروني، وبشكل متزايد، المحادثة المباشرة عبر الإنترنت.
وهو مختلف عن مركز الاتصال، الذي يتعامل على نحو محض بالاتصالات التليفونية، ولمراكز التواصل أدوار عديدة تجمع ما بين توفير جميع حلول التواصل مع الزبائن واتصال العميل. ومراكز التواصل مع مراكز الاتصال ومراكز نقل المعلومات جميعها تقع تحت مظلة أكبر تعرف بإدارة مركز التواصل. وقد أصبح ذلك قطاع توظيف سريع النمو في حد ذاته، وتزداد قدرات مراكز التواصل وتتطلب أنظمة أكثر تعقيدًا من أي وقت مضى وموظفين إداريين ومشغلين ذوي مهارات عالية.
وتستخدم غالبية الشركات الكبيرة مراكز التواصل كوسيلة لإدارة تفاعلها مع العملاء. ويمكن تشغيل هذه المراكز بطريقتين رئيسيتين، الأولى؛ من خلال وجود قسم داخلي يكون مسؤولاً عن الاتصالات اليومية مع العملاء، والثاني؛ الاستعانة بمصادر خارجية للتفاعل مع العملاء وذلك من خلال وكالة تكون كطرف ثالث.

## الخدمات
يمكن أن تقدم مراكز التواصل أيضًا عددًا من الخدمات المختلفة. ومن بين أكثر الخدمات الشائعة هي مكتب الدعم أو المساعدة، الذي يجيب بشكل منتظم على الأسئلة الفنية من العملاء ويساعدهم في استخدام المعدات أو البرامج. وفي كثير من الأحيان، يتم استخدام مكاتب الدعم من قبل الشركات في صناعات الحوسبة والاتصالات وإلكترونيات المستهلك.
وتحتل مراكز تواصل خدمة العملاء التي تستجيب لطلبات محددة تتعلق بقضايا العملاء في القطاعات المصرفية والخدمية نفس القدر من الأهمية حيث تقوم بالرد على أسئلة العملاء المتعلقة بحساباتهم أو مدفوعاتهم، بل إن هذا النوع من الخدمات يمكن استخدامه للرد على شكاوى العملاء واتخاذ إستراتيجيات الاحتفاظ بالعملاء غير الراضين عن الشركة.
وأخيرًا هناك مراكز تواصل تقوم بأنشطة المبيعات والتسويق، ويمكن تنفيذ ذلك من خلال إستراتيجيات الاتصال غير المرتب وبصورة متزايدة من خلال تطبيقات الدردشة الحية على المواقع الإلكترونية للشركة.

## مراكز تواصل المصادر الخارجية
على الرغم من الانتقادات الموجهة إلى مراكز تواصل المصادر الخارجية في الآونة الأخيرة، لكنها أصبحت خيارًا شائعًا متزايدًا للشركات وذلك يرجع إلى حقيقة أنها تسمح للشركات بالحد من النفقات العامة مقارنة بإنشاء قسم داخلي لإدارة التفاعل مع العملاء.
من الممكن أن تكون مراكز التواصل المفتوح المقدمة من مصادر خارجية ناجحة في الأساس إذا كانت الوكالة ذات قدرات عالية وتستطيع توفير الخدمات المهنية (لشركة والعميل على حد سواء) وتكون مخصصة لحماية العلامة التجارية كما لو أنها شخص في فريق في المؤسسة.
هناك مجموعة واسعة من الشركات تستخدم بانتظام خدمات مراكز التواصل المقدمة من مصادر خارجية. وتقع هذه الشركات في مجموعة من القطاعات الصناعية المختلفة وتشمل سكاي (برتش سكاي برودكاستنج) وأورانج (الاتصالات)  في صناعة الاتصالات وشركة أديداس في قطاع الرياضة والترفيه  وشركة أودي في تصنيع السيارات  وحتى الجمعيات الخيرية مثل الجمعية الملكية للرفق بالحيوان (RSPCA).